# Weltladen

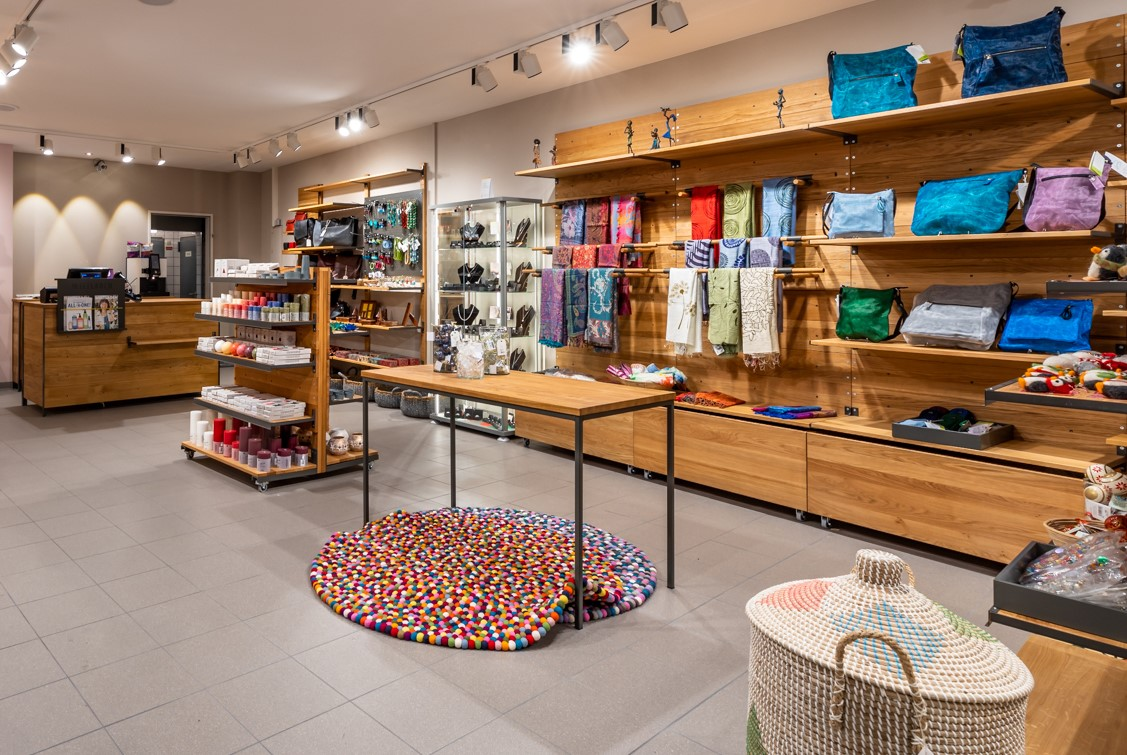
Weltladen Weinheim

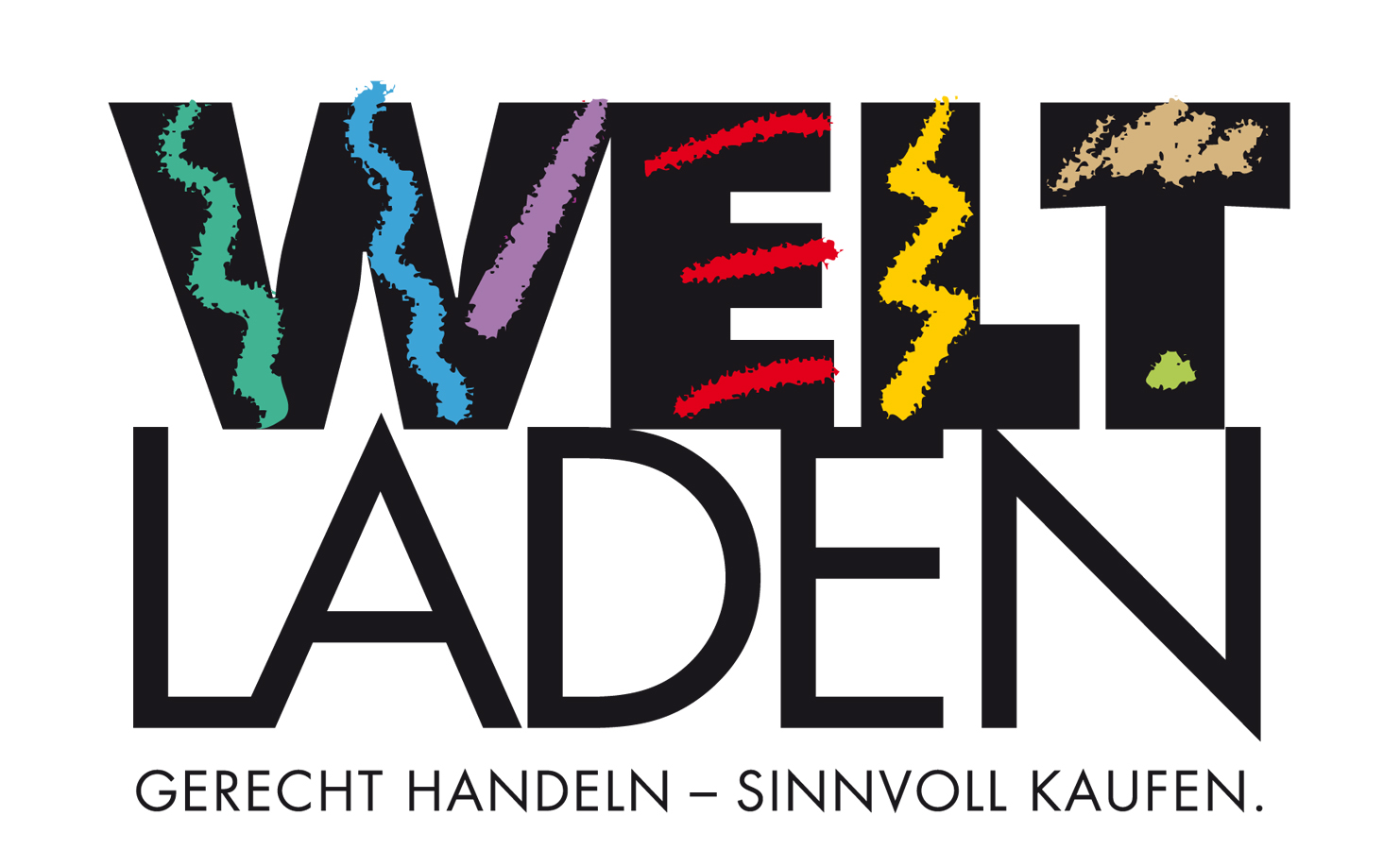
Das Logo der Weltläden in Österreich, seit 2010

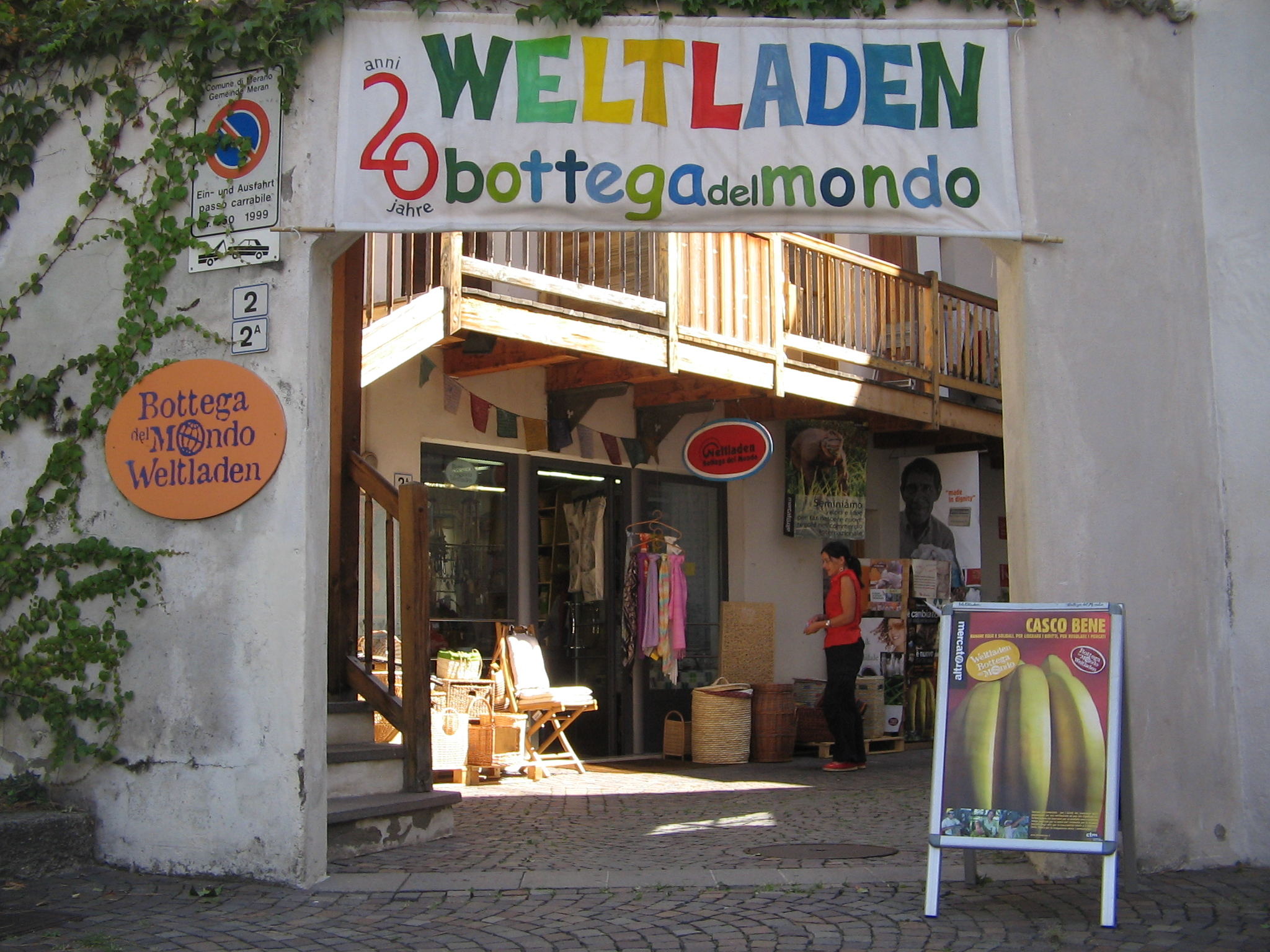
Weltladen in Meran

Ein Weltladen ist ein Fachgeschäft für Fairen Handel. Ziel der Weltläden ist es, zu mehr Gerechtigkeit in den Handelsbeziehungen zwischen den Ländern des Globalen Südens und des Nordens beizutragen. Um dieses Ziel zu erreichen, verkaufen Weltläden Produkte aus Fairem Handel, beteiligen sich an politischen Kampagnen und leisten Informations- und Bildungsarbeit zu Fragen des Fairen Handels.

## Name
Seit ihrer Entstehung bis in die 1990er Jahre hinein nannten sich die meisten der heutigen Weltläden „Dritte-Welt-Laden“. Mit dem Bedeutungswandel des Begriffes Dritte Welt haben sich viele dieser Läden in „Eine-Welt-Laden“ umbenannt, während sich seit Ende der 1990er Jahre der Name „Weltladen“ etabliert.

## Allgemeines

### Die Anfänge
Auf internationaler Ebene wurde der Ruf nach einem anderen, gerechteren Handel zwischen den sogenannten Entwicklungs- und Industrieländern auf der UNCTAD-Konferenz 1964 laut. In der Zivilgesellschaft führten diese Diskussionen in verschiedenen Ländern zur Gründung von Initiativen des fairen Handels. Sie zielten darauf ab, mit Hilfe von Produkten aus dem globalen Süden eine breitere Öffentlichkeit für die aus ihrer Sicht ungerechten Handelsbeziehungen zu sensibilisieren und auf politischer Ebene gerechtere Handelsbeziehungen einzufordern. 1969 wurde der erste Weltladen in den Niederlanden eröffnet, von dort breitete sich die Bewegung über ganz Westeuropa aus. Heute gibt es rund 900 Weltläden in Deutschland, ca. 90 in Österreich und etwa 2500 in Europa. Seit Anfang der 1990er Jahre werden fair gehandelte Produkte außer in Weltläden auch über konventionelle Geschäfte sowie Online-Shops vertrieben.

### Arbeitsweise
Die Arbeit der Weltläden fußt auf drei Säulen:
- Verkauf fair gehandelter Produkte: Weltläden führen das breiteste Sortiment fair gehandelter Waren. Neben Lebensmitteln wie Kaffee, Tee und Schokolade gehören dazu auch viele moderne Handwerksprodukte wie Upcyclingartikel, Schmuck sowie eine wachsende Auswahl an Textilien.
- Informations- und Bildungsarbeit: Gemäß dem Bildungskonzept des globalen Lernens veranschaulichen Weltläden globale Zusammenhänge und zeigen Handlungsoptionen auf. Viele Weltläden kooperieren als außerschulische Lernorte mit Bildungseinrichtungen.
- Politische Arbeit: Mit politischen Kampagnen und im Dialog mit politischen Entscheidungsträgern wirken Weltläden auf die gerechtere Gestaltung von Handelsstrukturen hin. Der wichtigste politische Aktionstag ist der Weltladentag, der in jedem Jahr am 2. Samstag im Mai stattfindet.

### Handelspartner
Weltläden beziehen ihre Produkte überwiegend von Genossenschaften und kleinen Handwerksbetrieben im Globalen Süden. Sie importieren die Waren in der Regel nicht eigenständig, sondern kaufen sie bei sogenannten Fair-Handels-Unternehmen ein. Seit einigen Jahren gehören auch fair gehandelte Waren aus dem Globalen Norden wie z. B. Milch zum Selbstverständnis des Fairen Handels der Weltläden. Sie kommen in Mischprodukten wie Schokolade zum Einsatz.  

## Weltläden in Deutschland

### Allgemeines
In Deutschland gibt es rund 900 Weltläden, die 2019 einen Umsatz von etwa 83 Mio. Euro erwirtschafteten. Die meisten Weltläden sind als eingetragene Vereine organisiert; einige wenige auch als eingetragene Genossenschaft oder als GmbH. Mehrere 10.000 Menschen engagieren sich in Weltläden; die meisten davon ehrenamtlich. Etwa 460 Weltläden sind Mitglied im Weltladen-Dachverband. Bundesweit unterstützen etwa 15 Fair-Handels-Berater die Weltläden in allen Fragen rund um die Weltladen-Arbeit. 2008 haben langjährige Mitarbeiter verschiedener Fair-Handels-Organisationen die Weltladen Betreiber eG ins Leben gerufen, deren Ziel es ist, Weltläden im gesamten Bundesgebiet neu zu gründen und zu betreiben.

### Geschichte
Ein wichtiger Impuls für die Entwicklung der Weltladen-Bewegung in Deutschland war die Gründung der Aktion Dritte-Welt-Handel (A3WH) im Jahr 1970 durch die Arbeitsgemeinschaft der Evangelischen Jugend und den Bund der Deutschen Katholischen Jugend. Die A3WH organisierte u. a. Verkaufsaktionen mit fair gehandelten Produkten, die sie im Wesentlichen von einer Importorganisation aus den Niederlanden bezog. 1973 eröffnete der erste deutsche Weltladen in Stuttgart sein Geschäft.  Die Zahl der Weltläden stieg schnell an: 1978 existierten bereits 40 Weltläden bzw. Dritte oder Eine Welt Läden, 1985 etwa 200. Zu Beginn der 1990er Jahre kam es auch in den neuen Bundesländern zu zahlreichen Weltladen-Gründungen. Zu den heute etwa 900 Weltläden kommen einige tausend Fair-Handels-Gruppen ohne feste Ladenfläche hinzu, die auf Wochenmärkten, nach Gottesdiensten oder bei anderen Gelegenheiten Waren aus Fairem Handel verkaufen. Sie beziehen ihre Waren oft auf Kommissionsbasis von Weltläden in der Nähe.
In den Anfangsjahren hatte die Bewusstseinsarbeit im Vergleich zum Verkauf der Produkte einen sehr hohen Stellenwert. Eine große öffentliche Resonanz fand ab Ende der 1970er Jahr die Kampagne „Jute statt Plastik“, die Weltläden in Kooperation mit der GEPA durchführten, um auf die Folgen der Wegwerfgesellschaft aufmerksam zu machen.
Seit den 1990er Jahren ergreifen Weltläden viele Maßnahmen, um ihre Arbeit zu professionalisieren. So schaffen sie vermehrt hauptamtliche Stellen, z. B. für die Ladenkoordination oder die Bildungsarbeit, zahlreiche Weltläden ziehen in bessere Lagen und präsentieren sich mit einem attraktiven, modernen Erscheinungsbild.

### Inhaltliche Grundlage

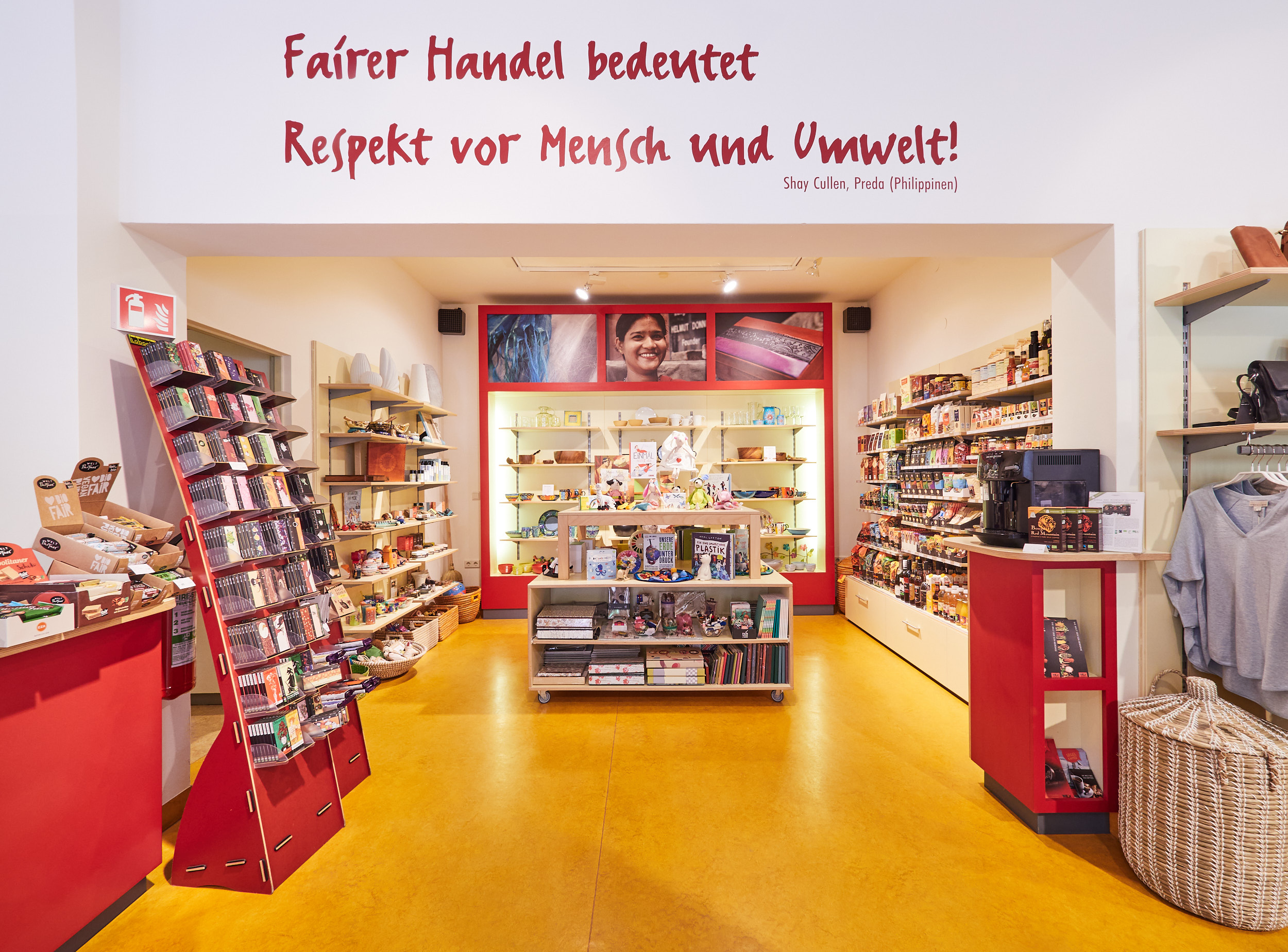
Weltladen St. Pölten

Weltläden, die Mitglied im Weltladen-Dachverband sind, arbeiten nach klaren Regeln, die für sie selbst, ihre Lieferanten sowie die Produzenten gelten. Sie sind in der Konvention der Weltläden festgelegt und betreffen z. B. die Arbeitsbedingungen oder die Sortimentsgestaltung. So haben sich die Weltläden verpflichtet, nur bei anerkannten Lieferanten einzukaufen, die vom Weltladen-Dachverband auf die Einhaltung der in der Konvention festgelegten Kriterien überprüft wurden. Alle zwei Jahre führt der Weltladen-Dachverband ein Monitoring unter seinen Mitgliedern durch, mit dem die Einhaltung der in der Konvention festgelegten Kriterien mittels Selbstauskunft abgefragt wird.

## Weltläden in Österreich
In Österreich sind es 2021 knapp 90 Fachgeschäfte in allen österreichischen Bundesländern, die sich dem Fairen Handel verschrieben haben. Die meisten Weltläden werden von einem Verein, einzelne von Privatpersonen geführt. Mit über 1000 engagierten Ehrenamtlichen und rund 200 Angestellten – hauptsächlich Frauen – sind die Weltläden ein wichtiger Player im Fairen Handel in Österreich. Die Arbeitsgemeinschaft (ARGE) Weltläden ist die Dachorganisation und Servicestelle der Weltläden. Ernst Gassner aus dem Weltladen Amstetten war von 1998 bis Ende Februar 2025 Vorstandsvorsitzender. Im Amt folgte ihm Gerti Jaksch-Fliegenschnee aus dem Weltladen Baden. Gudrun Danter war von Juni 2012 bis Ende April 2025 Geschäftsführerin. Johanna Aigner ist ihre Nachfolgerin.

### Geschichte
Ein wichtiger Schritt für die Etablierung des Fairen Handels in Österreich war die Gründung der Firma EZA Dritte Welt (heute EZA Fairer Handel) als Importeur für fair gehandelte Produkte. Ohne Verkaufsstellen war der Aktionsradius aber praktisch auf den Versandhandel beschränkt – ein starkes Handicap – galt es doch, die Menschen vor Ort von der Idee des Fairen Handels zu überzeugen. 1977 eröffnete der erste eigenständige 3. Welt Laden Österreichs in Innsbruck. Gehandelt wurde zunächst hauptsächlich mit kunstgewerblichen Waren, ehe Mitte der 1970er Jahre so genannte „politische Waren“ immer mehr an Bedeutung gewannen. Den Akteur der Fairhandelsbewegung ging es zu dieser Zeit in erster Linie darum, über diese Thematik zu informieren und das Bewusstsein der Öffentlichkeit für die Herausforderungen der so genannten Dritten Welt zu schärfen. 1982 beschlossen die Betreiber mehrerer Dritte-Weltläden, den „Verein zum besseren Verständnis für die Probleme der "Dritten Welt“ (kurz ARGE-Dritte-Welt-Läden, heute ARGE Weltläden) zu gründen. Ab den 1990er Jahren begannen sich immer mehr Weltläden zu professionalisieren: Neben den ehrenamtlichen Mitarbeiter wurden auch bezahlte Angestellte beschäftigt, die Weltläden übersiedelten in besser frequentierte Lagen, die Gestaltung der Weltläden und die Warenpräsentation wurden verbessert, ein einheitliches und klares Erscheinungsbild sowie Marketing und Umsatzsteigerung wurden stärker forciert.
1993 war die ARGE Dritte Welt zentral an der Gründung des Vereins Transfair Österreich (heute Fairtrade Österreich) beteiligt. Ziel war es, fair gehandelte Produkte mit Hilfe eines Gütesiegels auch in die Supermärkte zu bringen. In diese Zeit fiel auch die Umbenennung von „Dritte Welt Läden“ in Weltläden und die Marke WELTLADEN wurde 1995 etabliert, um den Gedanken der einen Welt stärker zum Ausdruck zu bringen.
1995 gab es bereits 50 Weltläden, mittlerweile (2021) sind es knapp 90 Weltläden in Österreich. Die Bewegung war von Beginn an stark politisch ausgerichtet. Es folgten eine Reihe von Informationskampagnen wie etwa „Hunger ist kein Schicksal“, „Kauf kritisch“, „Frontstaatenkampagne“ (Unterstützung der Anti-Apartheid-Bewegung in Südafrika), aber auch Informationsveranstaltungen wie die „Nicaragua-Wochen“ anlässlich des zehnten Jahrestages des Sturzes der Somoza-Diktatur. Die Themen Umwelt und Umweltzerstörungen waren und sind ebenfalls ein wichtiges Anliegen. Seit Anfang der 1990er Jahre werden Themen jährlich im Mai am „World Fair Trade Day“/ am Weltladentag gefeiert und in die Öffentlichkeit gebracht. Kampagnen wie beispielsweise „Frühstücke für Afrika“, „Made in Dignity“, „Öko&fair ernährt mehr“, „MENSCH.MACHT.HANDEL.FAIR“, „Solidarität ist grenzenlos“ oder „FAIR.MACHT.FRAUEN.STARK“ wurden – meist mit politischen Forderungen – präsentiert.
Diese Arbeit ist neben der Verkaufstätigkeit ein Teil des Selbstverständnisses und wird durch Informations-, Öffentlichkeitsarbeit sowie Bildungsarbeit an Schulen ergänzt.

### Kriterien für Weltläden und Fairen Handel
Die Definition des Fairen Handels für die Weltläden in Österreich ist in einem Grundsatzpapier festgehalten. Die Arbeit der Weltläden orientiert sich an den 10 Standards der World Fair Trade Organization. Für die Weltläden sind sie verpflichtend. Darin werden Kriterien für die Arbeit der Weltläden und die Auswahl der Handelspartner (sowohl der Importorganisationen als auch der Produzentenorganisationen in Afrika, Asien und Lateinamerika) festgelegt:
1. das Schaffen von Chancen für wirtschaftlich benachteiligte Produzenten
2. Transparenz und Verantwortlichkeit
3. partnerschaftliche Handelspraktiken
4. Zahlung fairer Preise
5. Ausschluss von ausbeuterischer Kinderarbeit und Zwangsarbeit
6. Geschlechtergleichheit, Versammlungsfreiheit, Vermeiden von Diskriminierung
7. die Sicherstellung guter Arbeitsbedingungen
8. Unterstützung beim Aufbau von Handlungskompetenz und Wissen („Capacity Building“)
9. Öffentlichkeits- und Bildungsarbeit für den Fairen Handel
10. Umweltschutz

### Audits
Österreichische Weltläden führen Lebensmittel mit dem Fairtrade-Gütesiegel sowie Kunsthandwerk, Textilien und bio-faire Kosmetik aus fairem Handel, die sie ausschließlich von anerkannten und spezialisierten Fairhandels-Importorganisationen beziehen. Anerkannte Lieferanten der Weltläden müssen somit die Kriterien für Fairen Handel (s. o.) erfüllen. Die Einhaltung der Kriterien wird im Rahmen eines regelmäßigen Audits durch eine externe Auditorin bzw. einen externen Auditor geprüft. Zu den anerkannten Lieferanten gehören beispielsweise die Importorganisationen AKAR, EZA Fairer Handel, EWH Pirsch, WeltPartner, El Puente, Globo, Fairkauf, Fairytale u.a.
Somit gibt es für die Weltläden in Österreich zwei Monitoring-Systeme:
Bei Produkten mit dem Fairtrade-Siegel (dies betrifft fast ausschließlich Lebensmittel) ist das unabhängige Kontrollunternehmen FLO Cert GmbH bzw. Fairtrade Österreich für die Kontrolle zuständig. Der Zertifizierungsprozess beginnt am Anfang der Handelskette, also in den Produzentenländern. Alle Faitrade-besiegelten Produkte stammen ausschließlich von solchen Produzenenorganisationen, die regelmäßig von FLO-CERT kontrolliert und nach einheitlichen Verfahren inspiziert werden. Es wird regelmäßig überprüft, ob die von den Importeuren mit den Produzenten geschlossenen Verträge den FLO-Kriterien entsprechen und ob die Mengen und die Preise der Produkte passen. So wird über die ganze Kette hinweg sichergestellt, dass alle besiegelten Produkte tatsächlich fair gehandelt wurden und die Mehreinnahmen auch tatsächlich den Produzentenorganisationen zufließen.
Für die anderen Produkte (dies betrifft in erster Linie das in den Weltläden angebotene (Kunst-)Handwerk und bio-faire Textilien) aus Afrika, Asien und Lateinamerika greift das System der anerkannten Lieferanten (Fair-Handels-Importorganisationen), die regelmäßig durch eine unabhängige Prüfer oder einen unabhängigen Prüfer auf die Kriterien der Weltläden geprüft werden. Diese Auditoren werden durch die ARGE Weltläden bestellt.
Diesen ist volle Einsichtnahme in Bilanz, Geschäftsgebaren sowie die Ziele und die Arbeitsweise der Lieferanten zu gewähren. Die Lieferanten verpflichten sich ferner, Berichte über Verstöße gegen die Kriterien des Fairen Handels bei ihren produzierenden Partnern an die ARGE Weltläden weiterzuleiten. Bei einem Verstoß der Lieferanten gegen die Kriterien des Fairen Handels hat die ARGE Weltläden jederzeit die Möglichkeit, mit einer Frist von drei Monaten den Vertrag zu kündigen, wodurch die Lieferanten aus dem Kreis der anerkannten Lieferanten ausscheiden und die Weltläden keine Produkte mehr von diesen beziehen.

## Weltläden in der Schweiz
In der Schweiz firmieren die Weltläden unter dem Namen Claro. Sie sind in den größeren und kleineren Städten sowie teils sogar in Dörfern zu finden. Die erste Aktion für fairen Handel fand 1973 in Frauenfeld statt. Im Anschluss daran wurden die ersten Weltläden gegründet. Die Dachgesellschaft Claro Fair Trade AG wurde 1977 unter dem Namen Claro AG gegründet. Sie betreibt laut ihrer Statuten keine Gewinnmaximierung und verfolgt auch gemeinnützige Zwecke. Erwirtschaftete Gewinne werden zur Bildung von Reserven oder für die gezielte Unterstützung von Projekten, die dem Gesellschaftszweck entsprechen, verwendet. Die Gesellschaft erzielte im Geschäftsjahr 2008/09 mit 36 Mitarbeitern einen Umsatz von 21.912.646 Schweizer Franken (14.957.703,3 Euro). Sie verfügt über 136 Vertragsläden und beliefert mehr als 500 weitere Geschäfte mit ihren Produkten.

## Herausforderungen
Da die Arbeit der Weltläden weitgehend auf ehrenamtlichem Engagement beruht, sind Weltläden stark von den sich wandelnden Ansprüchen an ein bürgerschaftliches Engagement betroffen. Die Gewinnung und Begleitung von Ehrenamtlichen bedarf eines größeren Augenmerks als noch vor einigen Jahren. Hinzu kommt die Herausforderung der Überalterung der Personalstruktur, da in vielen Weltläden die Gründergeneration nach und nach ausscheidet und es oftmals nicht leicht ist, neue und vor allem jüngere Mitarbeiter zu gewinnen.
Eine weitere Herausforderung für Weltläden besteht darin, ihre ökonomische Bedeutung zu vergrößern, um eine stärkere Wirksamkeit zu erreichen.